# Боливийский прыгун
Боливи́йский прыгу́н (лат. Plecturocebus modestus) — вид приматов из семейства саковых. В 2016 году согласно молекулярно-генетическим исследованиям Byrne с коллегами перенесли вид из рода Callicebus в род Plecturocebus.

## Описание
Боливийские прыгуны, относительно маленькие, покрытые густой шерстью приматы. Шерсть красновато-серого или бурого цвета, лапы и хвост темнее, скорее черноватого цвета. Голова маленькая и круглая, лицо окружено венком красно-коричневых волос. Хвост длинный и кустистый, не приспособлен для хватания, задние ноги длинные.

## Распространение
Боливийский прыгун обитает только в маленькой области вдоль реки Бени в центральной Боливии. Примерно 1 800 км² площади ареала расположено на юго-западе департамента Бени. Среда обитания — это преимущественно дождевые леса.

## Образ жизни
Об образе жизни боливийского прыгуна известно мало, вероятно, он схож с образом жизни других прыгунов. Они активны днём и живут преимущественно на деревьях. Прыгуны живут в моногамных семейных группах, оба партнёра остаются вместе часто на всю жизнь. Они указывают своим сородичам утренними песнями твёрдые границы участка. Их питание преимущественно состоит из плодов и в незначительном размере из листьев и насекомых. У прыгунов отцы интенсивно участвуют в воспитании молодого поколения, они носят детёныша и передают его матери только для кормления.

## Взаимодействие с человеком
МСОП причисляет таксон к «Вымирающим видам» (EN). Основная опасность для боливийского прыгуна — разрушение его и без того уже маленького жизненного пространства. Запланированная скоростная трасса может ещё больше ускорить этот процесс. 